# 울산행복학교
울산행복학교는 울산광역시 울주군 언양읍에 있는 공립 특수학교이다.

## 연혁
- 2014년 3월 1일 : 개교